# Hannele Zürndorfer
Hannele (Hanna) Zürndorfer (geb. 5. Dezember 1925 in Düsseldorf; gest. 1. Dezember 2023 in Newport als Karola Regent) war ein Kind jüdischer Eltern und verfasste ein Buch über ihre Erlebnisse in der Zeit des Nationalsozialismus.

## Leben

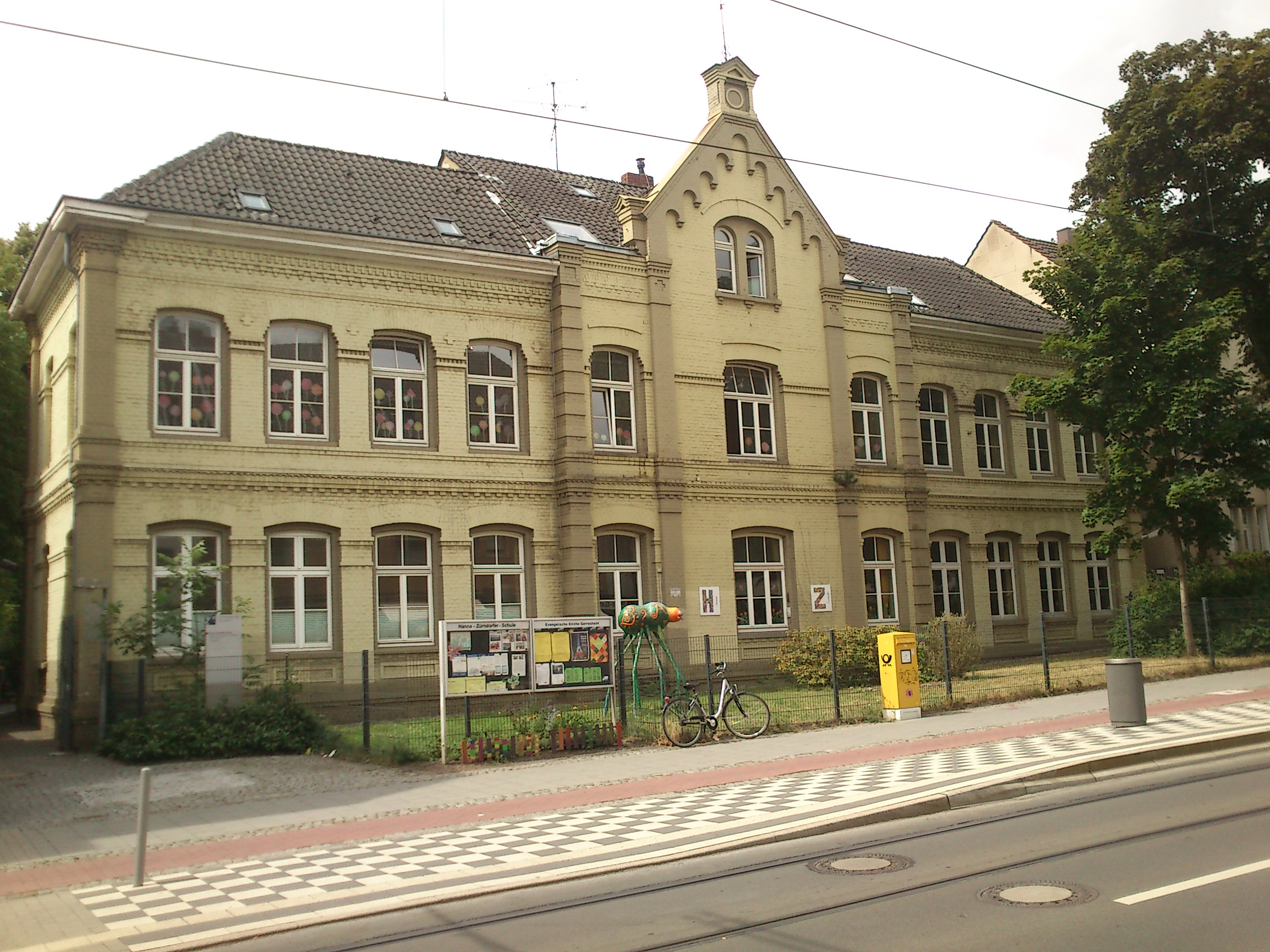
Hanna-Zürndorfer-Schule, Benderstraße 78 (2017)

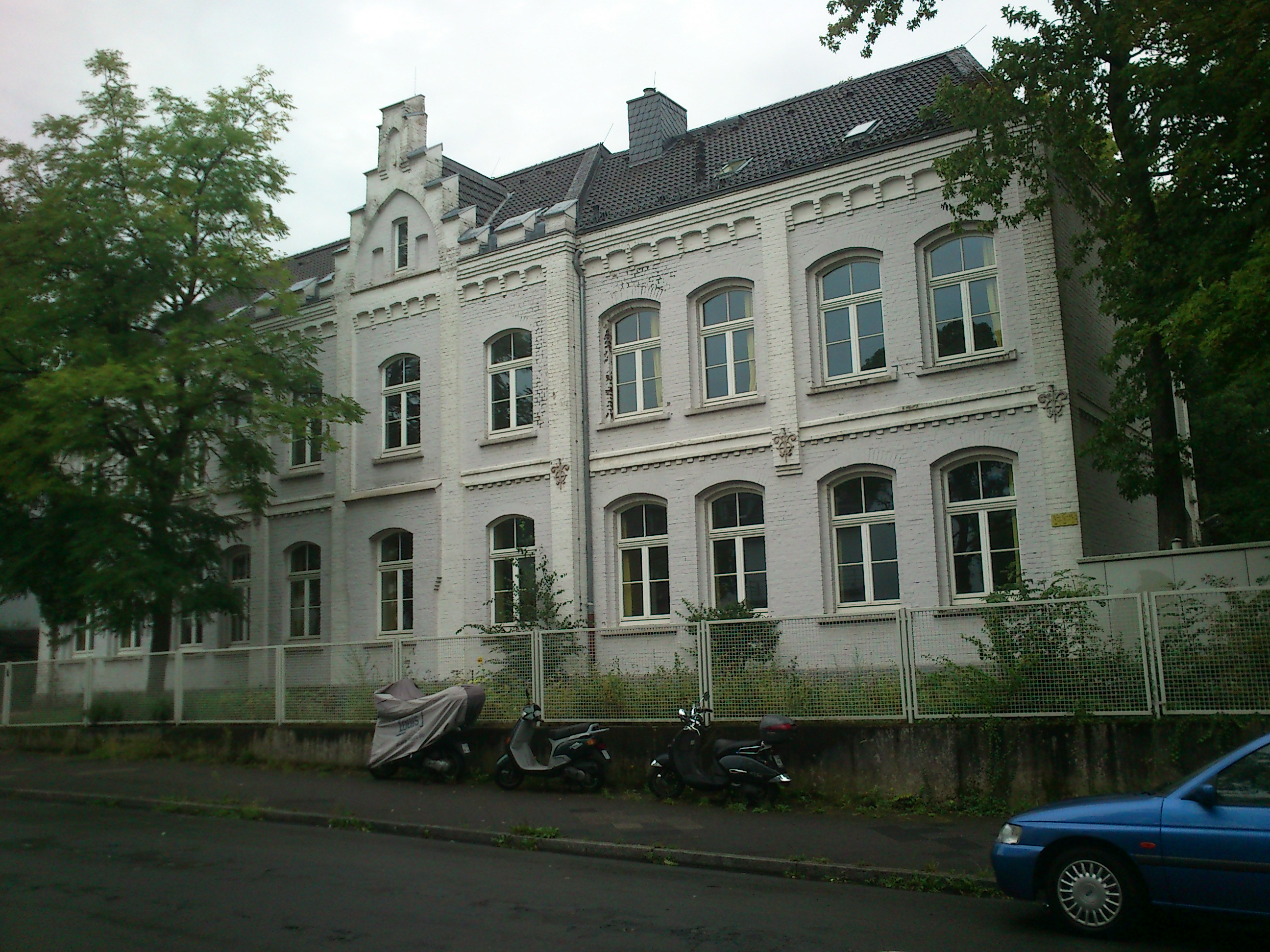
Hanna-Zürndorfer-Schule, Dependance Unter den Eichen 95 (2017)

Hannele Zürndorfer verbrachte ihre Kindheit und Schulzeit in Düsseldorf-Gerresheim. Nach der „Machtübernahme“ der Nationalsozialisten litt sie unter dem NS-Regime. Sie wurde zum Schulwechsel gezwungen und verließ 1939 mit ihrer Schwester Lotte ihre Heimat Deutschland. Sie übersiedelte nach England und lebt heute in Schottland. Ihre Eltern, der Vater Adolf Zürndorfer war Verlagsdirektor und Theaterkritiker des Düsseldorfer Schauspielhauses und ihre Mutter Elisabeth Dorothea eine geborene Rheinheimer, wurden 1941 in das Ghetto Litzmannstadt deportiert, wo sie zu Tode kamen. Um ihre Erlebnisse zu verarbeiten, besuchte sie nach dem Krieg regelmäßig Deutschland und nahm an Gedenk- und Informationsveranstaltungen teil.
Sie verfasste ein Buch mit dem Titel Verlorene Welt – Jüdische Kindheit im Dritten Reich, welches auch in einer gekürzten Fassung als Schullesebuch erhältlich ist (Verlorene Welt – Jüdische Kindheit von 1925 bis 1939). Darin schildert sie ihre jüdische Kindheit im „Dritten Reich“ und die weiteren Ereignisse bis Kriegsende. Unter anderem beschrieb sie, wie sie mit damals zwölf Jahren die Pogromnacht vom 9. November 1938 miterlebte. So haben laut Zürndorfer gegen drei bis vier Uhr morgens ein Dutzend Nationalsozialisten ihr Elternhaus gestürmt, die Einrichtung verwüstet und alles zerstört, was ihnen in die Hände fiel. Sie berichtet, wie die Männer sie anbrüllten und Gegenstände durch den Raum warfen. Als ihr Vater später den Überfall der Polizei melden wollte, war der Beamte, den er antraf, zwar verständnisvoll, aber dieser ließ erkennen, dass die Polizei nicht eingreifen durfte. Sie erkannten, dass Juden nun vogelfrei waren.

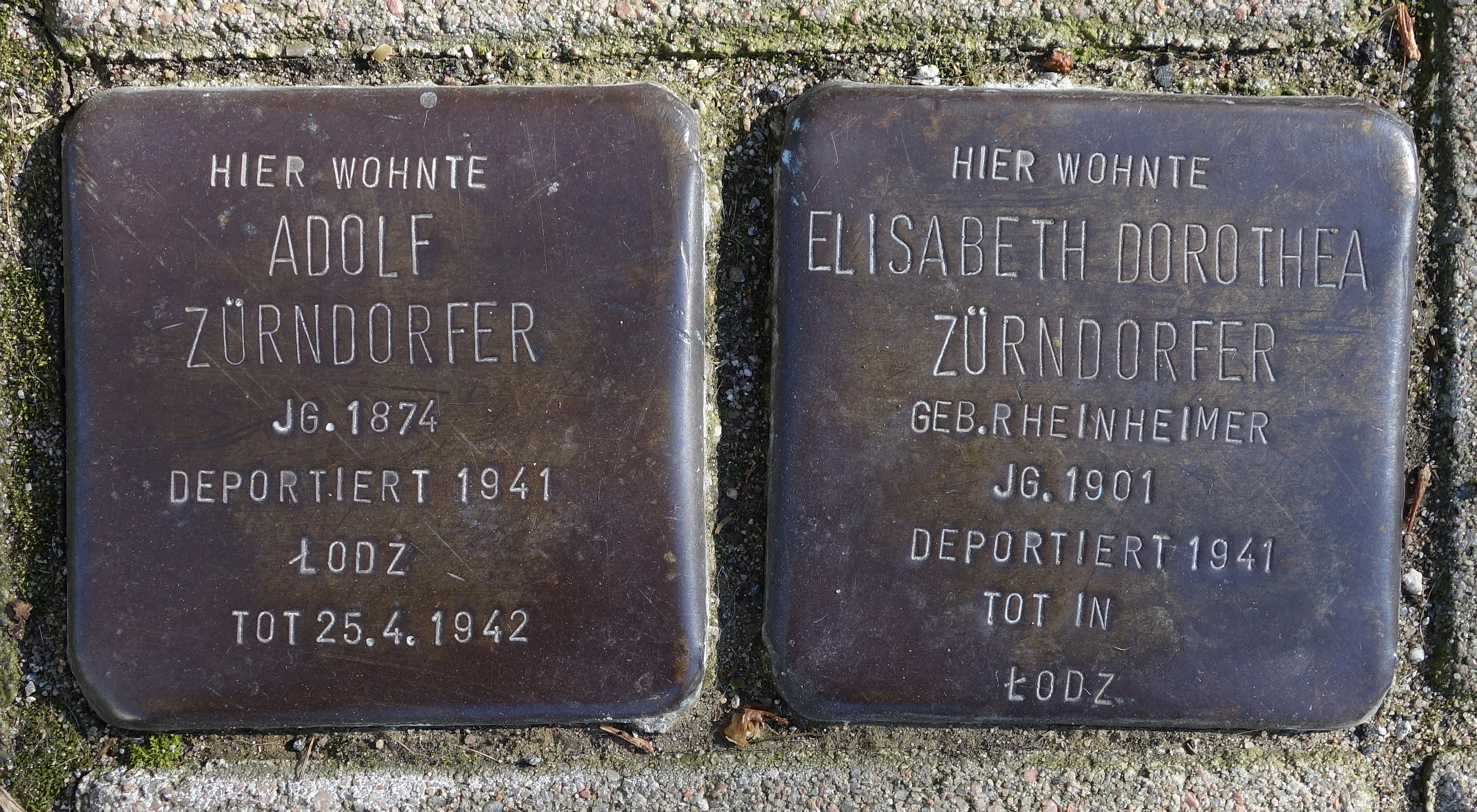
Stolpersteine für die Eltern von Hannele Zürndorfer

Ihre ehemalige Schule in Düsseldorf-Gerresheim wurde 2003 in Hanna-Zürndorfer-Schule umbenannt. Vor dem Elternhaus in der Sonnbornstraße 59 wurden Stolpersteine für ihre Eltern gelegt.
Hannele Zürndörfer beschreibt die Novemberpogrome 1938 am 9. November aus ihrer Sicht im Alter von zwölf Jahren. Sie beschreibt, wie in den frühen Morgenstunden viele Leute, „Nazis“, mit großem Gebrüll in das Haus der Familie Zürndörfer stürmten. Sie hatten „Äxte, Vorschlaghämmer, Steine und Messer“ bei sich und zerstörten das gesamte Hab und Gut der Familie. Nachdem alles zerstört war, verließen die „Nazis“ das Haus der Zürndörfers. Hannele vermutete, dass sie zurückkommen würden, um sie zu töten, aber es kam niemand. Sie kann sich noch genau daran erinnern, wie ihr Vater nachher „zusammengesunken“ auf einem Stuhl in der Küche saß und weinte. Als ihr Vater irgendwann eine Anzeige bei der Polizei machen wollte, war der Polizist zwar verständnisvoll, aber ihm wurde befohlen nicht einzuschreiten.
Über das Leben von Hannele Zürndorfer wurde im Jahr 2009 der Dokumentarfilm „Spuren einer verlorenen Welt – Erinnern heißt Leben“ gedreht. Die Premiere des Films fand am 9. November 2011 im Prime Time Theater Berlin statt. Die Idee zum Film hatte eine Bewohnerin, die im ehemaligen Elternhaus von Hannele Zürndorfer an der Sonnbornstraße wohnt. Umgesetzt wurde die Anregung für den Dokumentarfilm von der Filmemacherin Heidi Munck. Der Dokumentarfilm hat eine Länge von 35 Minuten und ist für Kinder ab sechs Jahren, aber gleichermaßen auch für Jugendliche und Erwachsene geeignet. An dem Dokumentarfilm haben die Schülerinnen und Schüler der Hanna Zürndorfer Grundschule und der Rudolf Steiner Gesamtschule mitgewirkt. Der Film wurde im Düsseldorfer Stadtteil Gerresheim gedreht. Inhaltlich geht es darum, eine Brücke zwischen Vergangenheit und Gegenwart herzustellen. Das Projekt wurde durch mehrere Sponsoren gefördert, etwa die pädagogische Forschungsstelle, Chamäleon Film und die Historiker Gaby und Peter Schulenberg.
Hannele Zürndörfer lebte bis zu ihrem Tod in Schottland.

## Werke
- Verlorene Welt – Jüdische Kindheit von 1925 bis 1939. (Aus dem Englischen von Rotraut Weisbecker, gekürzte Fassung), Kallmeyer, Seelze 2005, ISBN 3-7800-2073-4.
- Verlorene Welt – Jüdische Kindheit im Dritten Reich. Centaurus Verlags-Gesellschaft, Pfaffenweiler 1988, ISBN 3-89085-252-1.
- The Ninth of November. Quartet Books, London/Melbourne/New York 1983, ISBN 0-7043-2376-1 (Originalausgabe).
- Geschichtsbuch – Zeiten und Menschen 3 / Schöningh Verlag, ISBN 978-3-14-034517-0